# Александровская колонна (Ростов-на-Дону)
Александровская колонна (Александрийская колонна) — памятник, расположенный в Ростове-на-Дону в парке имени Вити Черевичкина. Памятник был открыт в 1894 году в городе Нахичевани-на-Дону (ныне в составе Пролетарского района Ростова-на-Дону). Александровская колонна — это единственный дореволюционный памятник города, уцелевший в советское время. Колонна имеет статус объекта культурного наследия местного значения.

## История
Торжественное открытие Александровской колонны состоялось 18 сентября 1894 года — в один день с памятником Екатерине II. Монумент был посвящён 25-летию с начала царствования Александра II. Парк, в котором была установлена колонна, получил название Александровского.
Памятник представлял собой 11-метровую колонну из цельного гранита, увенчанную гербом России. Колонна стоит на квадратном постаменте. Занимаемая памятником площадка окружена оградой с цепью. Автором проекта был нахичеванский архитектор Н. Н. Дурбах. Памятник был изготовлен в ростовской мастерской С. А. Тонитто. На момент установки памятник носил официальное название «памятник Александру II от нахичеванских армян».
После прихода советской власти памятник не снесли. Были демонтированы только памятные доски на постаменте и двуглавый орёл на вершине. В ходе реконструкции 1994 года на колонне был вновь установлен двуглавый орёл и памятные доски с надписями: «В память XXV летия славного царствования Императора Александра II» и «От Нахичеванского на Дону армянского общества 25·IX·1894».
- Фрагменты памятника